# Корвінув
Корвінув (пол. Korwinów) — село в Польщі, у гміні Почесна Ченстоховського повіту Сілезького воєводства.
Населення — 520 осіб (2011).
У 1975-1998 роках село належало до Ченстоховського воєводства.

## Демографія
Демографічна структура станом на 31 березня 2011 року:
|          | Загалом | Допрацездатний вік | Працездатний вік | Постпрацездатний вік |
| -------- | ------- | ------------------ | ---------------- | -------------------- |
| Чоловіки | 257     | 59                 | 174              | 24                   |
| Жінки    | 263     | 51                 | 165              | 47                   |
| Разом    | 520     | 110                | 339              | 71                   |